# Condado de Carter (Oklahoma)
O Condado de Carter é um dos 77 condados do estado americano do Oklahoma. A sede do condado é Ardmore, que é também a sua maior cidade.
O condado tem uma área de 2159 km² (dos quais 26 km² estão cobertos por água), uma população de 45 621 habitantes, e uma densidade populacional de 21 hab/km² (segundo o censo nacional de 2000). O condado foi fundado em 1907. O seu nome é uma homenagem a uma antiga família de colonos.